# Cotylelobium scabriusculum
Cotylelobium scabriusculum là một loài thực vật có hoa trong họ Dầu. Loài này được (A.DC.) Brandis mô tả khoa học đầu tiên năm 1895.